# Punta Blanca
Punta Blanca är en udde i Spanien. Den ligger i den spanska exklaven och autonoma staden Ceuta i Nordafrika. Den ligger 5 km nordväst om staden Ceuta och på den nordliga kustvägen mot Benzú. Omedelbart väster om Punta Blanca ligger udden Punta Almeja vilken utgör exklavens nordspets. Väster om de båda uddarna ligger Playa de Benzú och åt sydöst ligger Playa de Calamocarro. Bahía de Ceuta (Ceutabukten) i vars inre del hamnen Puerto de Ceuta ligger avgränsas i väster av Punta Blanca. 